# Остен-Сакен Християн Іванович
Християн Іванович Остен-Сакен (нім. Johann Reinhold von der Osten-Sacken; * 1755 — 20 травня 1788, недалеко від Очакова) морський офіцер Російської імперії, капітан 2-го рангу. Героїчно пожертвував собою під час Російсько-турецької війни 1787–1791 років.
У 1766 році вступив до Морського кадетського корпусу, який закінчив у 1772. 8 березня того ж року отримав звання мічмана і був переведений з Кронштадта в район Грецького архіпелагу на корабель «Чесма» (командир капітан 2 -го рангу П. Анічков), що входив до складу ескадри контр-адмірала В. Я. Чичагова. Брав участь у Першій Архіпелагській експедиції російського флоту. 28 жовтня 1772 брав участь в Патраській битві з турками.
У 1772–1775 рр. — в Середземноморському флоті, в 1775–1786 — в Балтійському флоті на фрегаті «Марія». У 1777 отримав звання лейтенанта, у 1784 капітан-лейтенанта, в 1786 році переведений в Чорноморський флот.

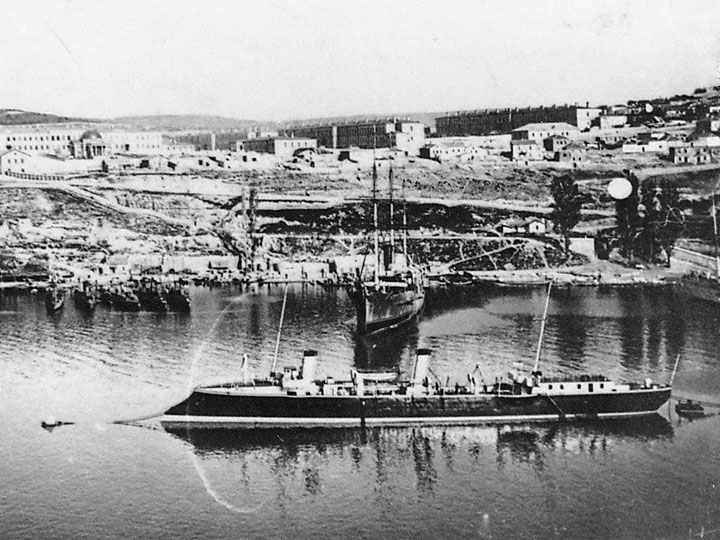
Мінний крейсер «Капітан Сакен» в бухті Севастополя

У 1787 отримав звання капітана 2-го рангу. Служив капітаном галери і вантажного корабля на Дніпровському лимані, радником інтендантської експедиції чорноморського адміралтейського правління і командиром загону ластових суден на Лимані.
У серпні 1787 був відряджений князем Потьомкіним із загоном з 600 чоловік до Польщі для заготівлі лісу та побудови суден, звідки привів до Херсону 18 озброєних шлюпок і баркасів.
У 1788 за розкладом контр-адмірала Мордвинова призначений командиром 40-весельної дубель-шлюпки № 2 з екіпажем з 52 осіб, озброєної 7 гарматами, у складі ескадри гребних судів в гирлі Дунаю під загальним командуванням принца Нассау-Зігена.
20 травня 1788, несучи дозорну службу поблизу гирла Південного Бугу, зіткнувся з гребними судами, висланими на розвідку попереду Чорноморської ескадри Абдул-Гаміда I під командуванням капудан-паші Есскі-Гуссейна. Спробував прорватися через фронт турецьких галер, але був перехоплений. Щоб уникнути полону і захоплення судна ворогом, спустив десять осіб екіпажу дубель-шлюпки на човен, після чого підпустив турецькі судна впритул і підірвав власне судно разом з чотирма абордажними судами приблизно в 40 верстах від Кінбурнської коси.

## Данина пам'яті
В нагороду за подвиг брат і сестр отримали маєток поблизу Мітави.
В 1888 році, до сторіччя подвигу, ім'ям Остен-Сакена був названий новий мінний крейсер Чорноморського флоту «Капітан Сакен».
Ім'ям Сакена названий мис в Бугському лимані (колишній Сарикальський, на південь від Ольвії). В 2013 році на мисі встановлений пам'ятний знак.